# 马庄遗址 (新郑市)
马庄遗址位于河南省郑州市新郑市新村镇马庄村南。
遗址的东、南均临能庄水库，西临干沟，北部为耕地，东南部有一条1960年代修建的水渠。另外在遗址东部村庄南曾发现几座汉墓。初步推测该遗址为一处两周至汉代文化遗存 。2009年6月3日，经郑州市人民政府批准，列入第二批郑州市文物保护单位。